# 基斯赫尼
基斯赫尼（Kishni），是印度北方邦Mainpuri县的一个城镇。总人口8913（2001年）。

## 人口
该地2001年总人口8913人，其中男性4742人，女性4171人；0—6岁人口1697人，其中男863人，女834人；识字率60.39%，其中男性为68.47%，女性为51.21%。